# Вільяпроведо
Вільяпроведо (ісп. Villaprovedo) — муніципалітет в Іспанії, у складі автономної спільноти Кастилія-і-Леон, у провінції Паленсія. Населення — 75 осіб (2010).
Муніципалітет розташований на відстані близько 240 км на північ від Мадрида, 55 км на північ від Паленсії.

## Демографія
Динаміка населення (INE ):